# Archidiocèse de Concepción
Ne doit pas être confondu avec Diocèse de Concepción ou Diocèse de Concepción en Paraguay.
L'archidiocèse de Concepción (en latin : Archidioecesis Sanctissimae Conceptionis ; en espagnol : Arquidiócesis de  Concepción) est un archidiocèse métropolitain de l'Église catholique du Chili.

## Territoire

Archidiocèse de  Concepción
Suffragants

Il comprend les provinces de Concepción et d'Arauco dans la région du Biobío avec une superficie de 24 941 km divisé en 65 paroisses. Il gère aussi deux communes de la province de Biobío (Yumbel et Cabrero) et deux communes de la province de Ñuble (Coelemu et Ránquil). 
Le siège archiépiscopal est à Concepción où se trouve la cathédrale de la Très-Sainte-Conception.

## Histoire
Le diocèse de Concepción avec siège à La Imperial est érigé le 22 mars 1564 par la bulle Super specula de Pie IV, recevant son territoire du diocèse de Santiago du Chili (aujourd'hui archidiocèse de Santiago du Chili). Après la destruction de la ville de La Imperial, le siège est transféré à Penco en 1603 puis à Concepción en 1763.
Nommé suffragant de l'archidiocèse de Lima lors de sa création, il intègre la province ecclésiastique de l'archidiocèse de Santiago du Chili le 21 mai 1840. Le 1er juillet de la même année, il cède une portion de territoire pour l'érection du diocèse de San Carlos de Ancud.
Il cède du territoire le 16 juillet 1901 pour la création de la préfecture apostolique d'Araucanie (aujourd'hui diocèse de Villarrica).
Les missions sui juris de Temuco créée en 1908 et celle de Chillán fondées en 1916 sont confiées au soin d'une juridiction ecclésiastique à caractère épiscopale, dépendante de l'évêque de Concepción.
Le 18 octobre 1925, trois nouveaux diocèses sont érigés avec un territoire séparé de celui du diocèse de Concepción : le diocèse de Chillán (aujourd'hui diocèse de San Bartolomé de Chillán), le diocèse de Temuco et le diocèse de Linares.
Il est élevé au rang d'archidiocèse métropolitain le 29 mai 1939 par la constitution apostolique Quo provinciarum du pape Pie XII avec pour suffragants les diocèses de Chillán, San Carlos de Ancud et Temuco. La même année, le séisme de Chillàn qui touche aussi la ville de Concepción détruit la cathédrale dont la reconstruction débute le 3 novembre 1940 et qui est consacrée le 11 juillet 1964.
Le 20 juin 1959, il cède encore un morceau de territoire pour l'érection du diocèse de Santa María de Los Ángeles. 

## Ordinaires
- Antonio de San Miguel Avendaño y Paz, O.F.M (22 mars 1564 - 9 mars 1588) nommé évêque de Quito
- Agustín de Cisneros Montesa (9 mars 1588 - septembre 1594)
  - Pedro de Azuaga, O.F.M (1595 - ?)
- Reginaldo de Lizárraga, O.P (31 août 1598 - 20 juillet 1609) nommé évêque du Paraguay
- Carlos Marcelo Corni Velázquez (18 octobre 1618 - 17 août 1620) nommé évêque de Trujillo
- Luis Jerónimo Oré, O.F.M.Obs (17 août 1620 - 30 janvier 1630)
- Diego de Zambrana de Villalobos (14 mars 1633 - 17 mars 1653) nommé évêque de Santiago du Chili
- Dionisio de Cimbrón, O.Cist (23 juin 1653 - 19 janvier 1661)
  - Diego Medellín, O.F.M (1661 - ?)
  - Andrés de Betencur, O.F.M (1664 - 1665)
- Francisco de Loyola y Vergara, O.S.A (15 juillet 1669 - novembre 1677)
- Antonio de Morales, O.P (25 mai 1682 - décembre 1683)
- Luis de Lemos y Usategui, O.S.A (16 septembre 1686 - 27 novembre 1692)
- Martín de Híjar y Mendoza, O.S.A (13 avril 1693 - 15 mai 1704)
- Diego Montero del Aguila (3 octobre 1708 - 21 janvier 1715) nommé évêque de Trujillo
- Juan de Necolalde (1er avril 1715 - 12 mai 1723) nommé archevêque de La Plata o Charcas
- Juan Francisco Antonio de Escandón, C.R (12 mai 1723 - 18 juin 1731) nommé archevêque de Lima
- Salvador Bermúdez y Becerra (18 juin 1731 - 28 février 1742) nommé évêque de La Paz
- Pedro Felipe de Azúa y Iturgoyen (28 février 1742 - 18 décembre 1744) nommé archevêque de Santafé en Nueva Granada
- José de Toro y Zambrano (18 décembre 1744 - 1er mai 1760)
- Pedro Ángel de Espiñeira, O.F.M.Obs (23 novembre 1761 - 9 février 1778)
- Francisco José Marán (1er mars 1779 - 12 septembre 1794) nommé évêque de Santiago du Chili
- Tomás de Roa y Alarcón (12 septembre 1794 - 5 septembre 1805)
- Diego Antonio Navarro Martín de Villodras (26 août 1806 - 16 mars 1818) nommé archevêque de La Plata o Charcas
- José Ignacio Cienfuegos Arteaga (17 décembre 1832 - 27 avril 1840)[12]
- Diego Antonio Elizondo y Prado (27 avril 1840 - 5 octobre 1852)
- José Hipólito Salas y Toro (23 juin 1854 - 20 juillet 1883)
- Fernando Blaitt Mariño (17 décembre 1886 - 14 juillet 1887)
- Plácido Labarca Olivares (26 juin 1890 - 9 octobre 1905)
- Luis Enrique Izquierdo Vargas (26 janvier 1906 - 7 août 1917)
- Gilberto Fuenzalida Guzmán (20 février 1918 - 24 mars 1938)
- Alfredo Silva Santiago (4 février 1939 - 27 avril 1963)
- Manuel Sánchez Beguiristáin (25 juin 1963 - 3 mai 1983)
- José Manuel Santos Ascarza, O.C.D (3 mai 1983 - 29 juillet 1988)
- Antonio Moreno Casamitjana (14 octobre 1989 - 27 décembre 2006)
- Ricardo Ezzati Andrello, S.D.B (27 décembre 2006 - 15 décembre 2010) nommé archevêque de Santiago du Chili
- Fernando Chomalí (20 avril 2011 - 25 octobre 2023) nommé archevêque de Santiago du Chili
- Sergio Pérez de Arce, SS.CC, depuis le 16 mai 2024